# Малахов, Анатолий Алексеевич
Анато́лий Алексе́евич Мала́хов (1907—1983) — геолог, русский советский писатель-фантаст и популяризатор науки. Профессор, доктор геолого-минералогических наук. Член Союза писателей СССР с 1966 года.

## Биография
Родился 20 июля 1907 года в деревне Короваево Горбатовского уезда Нижегородской губернии (ныне — Вачский район Нижегородской области) в крестьянской семье.
Окончил географический факультет Ленинградского государственного университета в 1932 году. Работал прорабом-геологом в Ленинградском и Северном геологических трестах.
С мая 1938 года — преподаватель кафедры исторической геологии Свердловского университета.
С сентября 1938 года стал старшим преподавателем, и. о. доцента, доцентом одноимённой кафедры в Пермском университете. Здесь вел курсы: «Геология СССР», «Полевая геология», «Геоморфология» и проводил летнюю академическую практику со студентами 3 курса.
Помимо преподавания вел научные исследования по геологии Тимана, в 1940 году защитил кандидатскую диссертацию на тему «Геологическое строение Среднего Тимана и Западного Предтиманья». Утвержден в ученом звании доцента по кафедре «Геология СССР» (1940). Работа в Пермском университете закончилась летом 1941 года.
С 1941 по 1968 год работал заведующим кафедрой, профессором Свердловского горного института имени Вахрушева, последние годы — профессор Свердловского института народного хозяйства.
С 1960 года был заместителем председателя правления областного отделения общества «Знание» РСФСР, членом редколлегии журнала «Уральский следопыт», членом редсовета Средне-Уральского книжного издательства.
Награждён медалями «За доблестный труд. В ознаменование 100-летия со дня рождения В. И. Ленина», «Ветеран труда», «За доблестный труд в Великой Отечественной войне 1941—1945 гг.» и другими медалями.
Скончался 26 сентября 1983 года в Свердловске. Похоронен на Северном кладбище.

## Творчество
Публиковаться начал с 1949 года. Его первая художественная книга «Новеллы о камне» вышла в Свердловске в 1960 году.
Автор многих научно-фантастических произведений, в основном на темы геологии, палеонтологии и минералогии. В его книгах: повестях «Миражи Тургая» (1961; 1962) и «L5 — симметрия жизни» (1965), сборниках — «Бунт минералов» (1964), «Страницы каменной книги» (1968), «Знаки бессмертия» (1970), «Будущее не в прошедшем» (1975), «Каменная радуга» (1977) — научная фантастика тесно соприкасается с научно-популярной литературой.
Написал также большое количество научно-популярных произведений примерно той же тематики, в том числе — в серии «Эврика».
Его книги издавались в Москве, Свердловске, Челябинске, Вильнюсе, Таллине, Казани, переводились на болгарский, немецкий, английский, арабский, испанский, французский и японский языки, удостаивались премий на всесоюзных конкурсах.
Успешно работал в жанре киносценария. По его сценариям сняты фильмы «Кладоискатели», «Богатства уральских недр», «Дающая жизнь», «Природа Урала» и другие.

### Фантастические произведения

#### Отдельные издания
- Миражи Тургая: История почти фантастическая: [Повесть] / Худ. Г. Перебатов. — Свердловск: Книжное издательство, 1962. — 60 с. 15 000 экз.
- Бунт минералов: (В мире реальной фантастики): [Рассказы] / Послесл. В. Колосницына. — Свердловск: Средне-Уральское книжное издательство, 1964. — 124 с. 10 000 экз.
- L5 — симметрия жизни (В мире реальной фантастики): [Повесть] / Худ. Г. Перебатов. — Свердловск: Средне-Уральское книжное издательство, 1965. — 60 с. 10 000 экз.
- Страницы каменной книги: [Повести и рассказы]. — Свердловск: Средне-Уральское книжное издательство, 1968. — 325 с. 25 000 экз.
- Знаки бессмертия: [Повести и рассказы] / Худ. В. Нагаев. — Свердловск: Средне-Уральское книжное издательство, 1970. — 138 с. — (Приключения и фантастика). 20 000 экз.
- Будущее не в прошедшем: [Повести и рассказы] / Предисл. авт.; Худ. Н. П. Горбунов. — Челябинск: Южно-Уральское книжное издательство, 1975. — 160 с. — (В мире приключений и фантастики). 65 000 экз.
- Каменная радуга: Новеллы и повести. — Свердловск: Средне-Уральское книжное издательство, 1977. — 288 с. — (Уральская детская библиотека). 75 000 экз.

#### Публикации в периодике и сборниках
- Миражи Тургая: История почти фантастическая: [Рассказ] / Рис. Г. Перебатова // Уральский следопыт. — 1961. — № 5. — С. 49-59.
- Геокомбайн: [Очерк] // А. Малахов. Сто профессий геолога. — М.: Молодая гвардия, 1963. — С.166-190.
- L5 — симметрия жизни: В мире реальной фантастики: [Рассказ] / Рис. Г. Перебатова // Уральский следопыт. — 1964. — № 9. — С. 50-58.
- Дважды обретенное: Рассказ // Вечерний Свердловск. — 1969. — 20 февраля.
- Интроскоп Александра Карамышева: История потерянного открытия: [Очерк] // Вокруг света. — 1969. — № 6. — С.33-35.
- Заблудившиеся в эпохах: Рассказ // Вечерний Свердловск. — 1970. — 26, 28 февраля.

### Научно-популярные и научно-художественные книги

#### Отдельные издания
- Как произошли Уральские горы. — Свердловск: Облгиз, 1949. — 52 с.
- То же: 2-е изд., испр., доп. — Свердловск: Свердлгиз, 1951. — 60 с.
- Каменные документы. — Свердловск: Книжное издательство, 1957. — 179 с.
- Геология и полезные ископаемые Урала. — М.: Знание, 1957. — 30 с.
- Новеллы о камне. — Свердловск: Книжное издательство, 1960. — 211 с.
- Музей уральских гор: [Краткий путеводитель по Уральскому геологическому музею] / В соавт. с Ю. А. Соколовым. — Свердловск: Книжное издательство, 1961. — 46 с.
- Геология и атом: [Проблемы ядерной геологии]. — М.: Знание, 1962. — 40 с. — (Новое в жизни, науке, технике. 12 серия. Геология и география; 22).
- Краткий курс общей геологии: Учебное пособие. — М.: Высшая школа, 1962. — 244 с.
- То же: Учебное пособие для негеологических специальных вузов. — М.: Высшая школа, 1969. — 232 с.
- Сто профессий геолога: [Очерки]. — М.: Молодая гвардия, 1963. — 192 с. — (Эврика). 30 000 экз.
- Под покровом мантии. — М.: Молодая гвардия, 1964. — 205 с.
- То же: 2-е изд. — 1965. — 207 с. — (Эврика).
- То же: [О строении Земли]. — М.: Мир, 1980. — 336 с.
- Наперекор судьбе: [Очерки по геологии]. — М.: Молодая гвардия, 1966. — 176 с. — (Эврика).
- Сокровища планеты Земля. — М.: Знание, 1968. — 46 с. — (Серия «Наука о Земле»)
- Занимательно о геологии. — М.: Молодая гвардия, 1969. — 240 с. — (Эврика).
- Популярно о геологии / Худ. В. Нагаев, Рис. М. Бурзалова. — Свердловск: Средне-Уральское книжное издательство, 1972. — 255 с.
- Новости каменного Урала / Предисл. А. П. Сигова; Худ. М. М. Златковский. — Свердловск: Средне-Уральское книжное издательство, 1978. — 175 с.
- Каменные грезы. — Свердловск: Средне-Уральское книжное издательство, 1980. — 128 с. 25 000 экз.

#### Публикации в периодике и сборниках
- «Рассказ о камне» // Уральский следопыт. — 1958. — № 6. — с. 53-56.
- Тайные приметы кладов земли: Очерк // Урал. — 1958. — № 8. — с. 134—146.
- Нужны объединённые усилия: Некоторые вопросы уральской геологии // Урал. — 1959. — № 1. — с. 107—114.
- Уральские алмазы // Уральский следопыт. — 1959. — № 1. — с. 56-58.
- Новеллы о камне // Уральский следопыт. — 1959. — № 2. — с. 31-33; № 4. — с. 66-70; № 8 — с. 64-67; № 10 — с. 64-66; № 12 — с. 34-37.
- Природная грань: [Воспоминания о В. Занадворове] // Урал. — 1960. — № 5. — с. 93-95.
- Камни радости // Уральский следопыт. — 1960. — № 9. — с. 34-35.
- Задачи охраны геологических богатств Урала / В соавт. с Г. Н. Папуловым // Охрана природы на Урале. — 1960. — вып.1 — с. 33-36.
- Сто профессий геолога // Уральский следопыт. — 1961. — № 9. — с. 21-32; № 10. — с. 33-38.
- Урал — шкатулка с двойным дном: Достанем глубинные богатства земли // Техника — молодежи. — 1962. — № 6. — с. 35-36.
- Лицо земли уральской / В соавт. с И. С. Лобановым // Уральский следопыт. — 1962. — № 10. — с. 17-20.
- Север зовет // Уральский следопыт. — 1962. — № 12. — с. 16-21.
- Звезды на пути: [Об академике Д. И. Щербакове] // Уральский следопыт. — 1963. — № 1. — с. 30-32.
- Сокровища каменных архивов // Уральский следопыт. — 1963. — № 8. — с. 11-13.
- Градовы камни // Уральский следопыт. — 1965. — № 4. — с. 66.
- Седьмое чудо: [Рассказ] // Уральский следопыт. — 1966. — № 1. — с. 26-28.
- Урал и библия // Наперекор судьбе: Очерки. — М., 1966. — с.135-175
- Новеллы о камне // Уральский следопыт. — 1967. — № 2. — с. 14-16.
- Кинология и геология // Уральский следопыт. — 1967. — № 6. — с. 75.
- Каменные симфонии: [О цветозвуковом восприятии минералов] // Уральский следопыт. — 1967. — № 7. — с. 14-16.
- Мумии — 300 миллионов лет: [Об исследованиях останков древнего скорпиона, найденного в Шотландии] // Вокруг света. — 1968. — № 1. — с. 8-9.
- Урал по-прежнему в цене: [Ответ на письмо из Уругвая] // Советский Союз. — 1968. — № 1. — с. 26-27.
- Антикосмос // Уральский следопыт. — 1968. — № 4. — с. 29-33.
- Конструкторское бюро «Трилобит»: [О палеобионике] // Вокруг света. — 1968. — № 12. — с. 49-51.
- Рассказы о чудовищах // Вопросы и ответы. — 1969. — № 5. — с. 58-63.
- Судьба гипотезы // Уральский следопыт. — 1969. — № 5. — с. 57-61.
- Оскудел ли Урал?: Очерк // Урал. — 1970. — № 1. — с. 9-37.
- Сколько стоят самоцветы? // Вопросы и ответы. — 1970. — № 1. — с. 46-51.
- Открытие могло совершиться раньше: [Об открытии газового месторождения на Среднем Урале] // Урал. — 1970. — № 6. — с. 99-101.
- Тайна малахитовой плитки // Вопросы и ответы. — 1970. — № 7. — с. 56-61.
- Малахитовая летопись?: [О микроживописи на малахитовой плитке] // Вокруг света. — 1970. — № 8. — с. 12-13, 34-36.
- Тайна малахитовой плитки: Очерк // Урал. — 1971. — № 6. — с. 88-104.
- Звериное раздолье: [Об Ильменском заповеднике] // Урал. — 1971. — № 7. — с. 26-27.
- Диво каменное малахитовое // В мире книг. — 1971. — № 10. — с. 12-13.
- Малахитовая шкатулка / С коммент. Г. Булавинцева // Техника — молодежи. — 1972. — № 2. — с. 54-57.
- Новые загадки «малахитовой летописи»: Ответ читателям «Вокруг света» // Вокруг света. — 1972. — № 3. — с. 74-77.
- Распахнутые недра // В мире книг. — 1972. — № 11. — с. 14-15.
- Зелёное чудо: [Об уральском малахите] // Урал. — 1974. — № 4. — с. 140—144.
- О чём спор?: [О Юрии Яровом] // Вечерний Свердловск. — 1975. — 3 марта.
- Аккумуляция информации: [Из цикла статей «Библиография моей жизни»] // Советская библиография. — 1979. — № 2. — с. 49-54.
- То же: Библиография в моей жизни: Сборник очерков. — М., 1984. — с. 22-28.
- Каменная радуга: [О минералах Ильменских гор] // Смена. — 1979. — № 22. — с. 20-22.
- Оскудевает ли уральская земля? // Урал. — 1979. — № 7. — с. 93-106.
- Идолища шарташские? // Уральский следопыт. — 1979. — № 9. — с. 66-68.

### Публицистика
- Герой с «железным характером»: [Писатель о своем творчестве] // Урал. — 1959. — № 7. — с. 154—155.

### Об авторе
- Л. Гаряев. Камни рассказывают… // Уральский рабочий. — 1961. — 20 июня.
- Б. Дижур. [Об А. А. Малахове] // Литература и жизнь. — 1961. — 10 сентября.
- Б. Дижур. Камни говорят // Урал. — 1961. — № 11. — с. 118—121.
- Л. Книга о каменных летописцах // Вокруг света. — 1962. — № 6. — с. 62.
- В. Полторацкий. Говорящие камни // Наш современник. — 1963. — № 2. — с. 202.
- А. Глухов. Разведчики недр // В мире книг. — 1963. — № 7. — с. 9.
- Л. Гаряев. Поэзия поиска // Уральский рабочий. — 1964. — 16 мая.
- Лучшим популяризаторам науки: [По итогам конкурса Всесоюзного общества «Знание» на лучшие научно-популярные книги в 1965 г. Премией отмечена серия статей А. А. Малахова, опубликованная в газ. «Уральский рабочий»] // Уральский рабочий. — 1966. — 9 июля.
- Б. Селезнев. Истины и легенды // Уральский следопыт. — 1967. — № 1. — с. 78-79.
- Л. Буторина. Анатолий Малахов // В мире книг. — 1967. — № 7. — с. 12-13.
- В. Лебединский. Поэзия камня // В мире книг. — 1968. — № 6. — с. 9.
- На языках Авиценны и Сервантеса: [Об издании книг А. А. Малахова за рубежом] // Уральский рабочий. — 1968. — 6 августа.
- Г. Владимирова. Загадка, зовущая к поиску: Тайный сказ малахитовой шкатулки // Советская культура. — 1970. — 20 июня.
- В. Швецов. Тайны малахитовой шкатулки // Труд. — 1970. — 27 июня.
- А. Пудваль. Рисунки на камне // В мире книг. — 1970. — № 9. — с. 14.
- Г. Еремин. [Об А. А. Малахове] // Молодая гвардия. — 1971. — № 6. — с. 313—314.
- Н. Балабуха, А. Балабуха. Познавательная фантастика // Урал. — 1971. — № 7. — с. 140—141.
- Тайна малахитовой плитки // Урал. — 1971. — № 12. — с. 120—124.
- А. Локерман. Существует ли малахитовая летопись? // Советская культура. — 1972. — 27 января.
- К. Кострин. Романтика геологии // В мире книг. — 1972. — № 12. — с. 16.
- А. Локерман. Что только не подсказывает воображение!…: [Об А. Малахове] // Химия и жизнь. — 1973. — № 2. — с. 60-67.
- К. Кострин. Поиски и находки // Народное образование. — 1974. — № 7. — с. 104.
- «Без фантазии нет ученого»: [Беседа с писателем] / Вела беседу Л. Мальцева // Социалистическая индустрия. — 1974. — 23 ноября.
- Б. Пильщиков. Тропою поиска // Книжное обозрение. — 1976. — № 13 (26 марта). — с. 9.
- В. Колосницын. Геология — любовь моя // Урал. — 1977. — № 7. — с. 157—159.
- И. Давыдов. Вторая профессия // Вечерний Свердловск. — 1977. — 27 сентября.
- Н. Дубров. [Об А. А. Малахове] // Уральский рабочий. — 1977. — 28 сентября.
- А. Сигов. [Из предисловия к кн. «Новости каменного Урала»] // Книжное обозрение. — 1978. — № 51. — с. 6.
- Уральский следопыт: [Встреча с Анатолием Алексеевичем Малаховым] / Встречу вел В. Малов; Рис. Г. Алексеева // Юный техник. — 1979. — № 10. — с. 33-37.
- Анатолий Алексеевич Малахов: [1907-1983: Некролог] // Вечерний Свердловск. — 1983. — 3 октября.
- Малахов Анатолий Алексеевич // Писатели Среднего Урала: Биобиблиографический указатель / Сост. Л. И. Зыкова. — Свердловск: Средне-Уральское книжное издательство, 1986. — с. 146—151.
- Малахов Анатолий Алексеевич // А. А. Шмаков, Т. А. Шмакова. Урал литературный: Краткий библиографический словарь. — Челябинск: Южно-Уральское книжное издательство, 1988. — с. 164.
- Малахов Анатолий Алексеевич // Знаменательные и памятные даты по Свердловской области за 1992 год: библиографический указатель. — Свердловск: Средне-Уральское книжное издательство, 1991. — с. 34-35.
- С. В. Марченко. Малахов Анатолий Алексеевич // Календарь знаменательных и памятных дат. Свердловская область, 2002: В 3 ч. Ч.2. — Екатеринбург: Свердловская областная университетская научная библиотека им. В. Г. Белинского, 2001. — с. 91-94.
- В. В. Филатов. Малахов Анатолий Алексеевич // Профессора Уральского государственного горного университета: Биографическая справка. — Екатеринбург, 2004. — с. 298—299.
- Малахов Анатолий Алексеевич (1907—1983) // Свердловский хронограф — 2007 / Сост. И. А. Гильфанова [и др.]. — Екатеринбург: Свердловская областная университетская научная библиотека им. В. Г. Белинского, 2006.
- Инна Гладкова. Сорок бочек арестантов: Из записных книжек краеведа // Урал. — 2007. — № 1.